# Roberto Pella
Roberto Pella (Biella, 6 marzo 1970) è un politico italiano, dal 26 maggio 2014 sindaco di Valdengo, dopo esserlo stato dal 24 aprile 1995 al 14 giugno 2004, e dal 23 marzo 2018 deputato alla Camera per Forza Italia.

## Biografia
Nato a Biella, residente da sempre a Valdengo (Biella) con la moglie Elisabetta e la figlia Carolina, dal 1992 svolge l’attività di imprenditore tessile, nell’azienda di famiglia con funzioni di gestione economica e finanziaria delle società, pubbliche relazioni e responsabilità sociale ed è amministratore delegato di più aziende. È anche membro del Comitato Esecutivo Nazionale di Unioncamere.
Alle elezioni comunali in Piemonte del 1990 si candida al consiglio comunale di Valdengo, tra le liste della Democrazia Cristiana, venendo eletto consigliere comunale.
Con la discesa in campo nella politica di Silvio Berlusconi, Pella entra a far parte di Forza Italia nel 1994, partecipando alla campagna elettorale delle elezioni politiche di quell'anno come militante attivo e andando a fondare sia la sezione cittadina che quella provinciale del partito a Biella.
Nel 1995 diventa membro del dipartimento Enti locali di Forza Italia, mentre nel 1996 diventa Responsabile provinciale degli Enti locali del partito a Biella e poi successivamente Responsabile regionale degli Enti Locali.
Alle elezioni comunali in Piemonte del 1995 si candida a sindaco del comune di Valdengo, sostenuto da una lista civica, risultando eletto con il 57,23% dei voti. Alla successiva tornata elettorale del 1999 Pella si riconferma primo cittadino di Valdegno con il 78,47%. Durante questo periodo, oltre a far parte del Comitato delle Regioni e della Conferenza Stato-città ed autonomie locali, è stato assessore della Comunità montana Prealpi Biellesi (1995-1999) ed inizia il proprio percorso all'interno dell'Associazione Nazionale Comuni Italiani (ANCI), entrando a far parte prima del Consiglio Nazionale e della Consulta Nazionale Piccoli Comuni, poi del Direttivo e dell'Ufficio di Presidenza, divenendo nel 2000 vicepresidente vicario della Consulta Nazionale Piccoli Comuni e ricoprendo l'incarico fino al 2004.
Alle elezioni amministrative del 1999 si candida al consiglio provinciale di Biella, tra le liste di Forza Italia a sostegno del candidato presidente del Polo Orazio Scanzio, venendo eletto consigliere provinciale e diventando presidente del Consiglio provinciale. Viene rieletto nelle  tornate elettorali del 2004 e del 2009 consigliere provinciale di Biella con Forza Italia e Il Popolo della Libertà.
Nel 2001 diventa vice-coordinatore provinciale di Forza Italia a Biella, mantenendo l'incarico fino al 2005, anno in cui entra nel direttivo provinciale del partito a Biella e in quello regionale in Piemonte.
Alle comunali piemontesi del 2004 si candida come sindaco di Cossato, sostenuto dalla coalizione della Casa delle Libertà formata da: Forza Italia, Alleanza Nazionale, Unione dei Democratici Cristiani e di Centro e le liste "Popolari Europei", "Lista Grano e Navetta", "Cossato Cambia" e "Giovani", ottenendo il 40,06% dei voti e accedendo al ballottaggio con il candidato de L'Unione Ermanno Bianchetto. Al ballottaggio del 26 giugno Pella viene sconfitto da Bianchetto, ottenendo il 41% contro il 59% del suo avversario. Viene comunque eletto consigliere comunale in quanto candidato sindaco non eletto, rimanendo in carica fino al 25 ottobre 2006.
Nel 2009 si candida anche al consiglio comunale di Biella dove viene eletto consigliere e successivamente nominato assessore comunale con delega allo sport, politiche giovanili e politiche europee.
È stato candidato alla Camera dei deputati nella circoscrizione Piemonte 2 alle elezioni politiche del 2006, del 2008 e del 2013. 
Alle elezioni politiche del 2018 viene candidato alla Camera, tra le liste di Forza Italia nel collegio plurinominale Piemonte 1 - 02, risultando questa volta eletto deputato. Nel corso della XVIII legislatura è stato capogruppo per Forza Italia nella Commissione parlamentare per le questioni regionali e nella 5ª Commissione Bilancio, tesoro e programmazione. oltre a costituire e presiedere gli intergruppi parlamentari "Qualità di vita nelle città", "Obesità e Diabete" e "Amici della Maglia Azzurra". 
Nel 2019 diventa vice-coordinatore regionale di Forza Italia in Piemonte, nominato dal coordinatore Paolo Zangrillo, e Responsabile nazionale del dipartimento Enti locali di Forza Italia per il Nord Italia, nominato da Berlusconi. 
Alle elezioni politiche anticipate del 2022 viene ricandidato alla Camera sia nel collegio uninominale Piemonte 1 - 05 (Moncalieri), sostenuto dalla coalizione di centro-destra, che come capolista di Forza Italia nel collegio plurinominale Piemonte 1 - 01, venendo rieletto a Montecitorio nell'uninominale con il 42,49% dei voti e superando i candidati del centro-sinistra Carmen Bonino e del Movimento 5 Stelle Antonella Pepe. Nella XIX legislatura, dopo aver presieduto la Commissione speciale istituita il 19 ottobre 2022, è componente e capogruppo per Forza Italia-Berlusconi Presidente-PPE nella 5ª Commissione Bilancio, tesoro e programmazione, oltrché membro della Delegazione italiana presso l'Assemblea parlamentare dell'Iniziativa centro europea.
Sindaco di Valdengo (1995-2004 e 2014-oggi), vicesindaco dal 2004 al 2009, capogruppo di maggioranza dal 2009 al 2014, riconfermato per la quinta volta sindaco di Valdengo con l'86% il 10 giugno 2024 risultando il più votato di tutti i sindaci. Vicepresidente vicario dell'ANCI (Associazione Nazionale Comuni Italiani) dal 2 giugno 2017 con deleghe alla Salute e Benessere, Sport e Politiche giovanili, riconfermato il 20 novembre 2019, dal 9 luglio 2024 svolge il ruolo di Presidente Anci facente funzione subentrando al sindaco di Bari Decaro fino all'Assemblea congressuale di Torino del 20 novembre quando viene eletto Gaetano Manfredi.

## Attività in ANCI e in sede europea
Contemporaneamente alla prima elezione come Sindaco del Comune di Valdengo, Pella inizia il proprio percorso all’interno dell’ANCI, l’Associazione nazionale dei Comuni italiani, entrando a far parte del Consiglio Nazionale, poi del Direttivo, dapprima come membro dell’Ufficio di Presidenza (1999), poi Delegato politico (2007) poi come Vicepresidente (2014), poi come Vicepresidente Vicario dal 2 giugno 2017 ed infine Presidente Anci Nazionale facente funzione dal 9 luglio 2024. Nell’ambito del suo impengo in Anci numerose sono le iniziative e le intese siglate a livello nazionale e internazionale. Dal 2014 ricopre inoltre l’incarico di membro della Conferenza Unificata e della Conferenza Stato-Città e Autonomie Locali. 
Sviluppa l’attività europea nell’ambito delle stesse deleghe assegnate in ANCI (Salute e Benessere, Sport e Politiche Giovanili) come Membro del Comitato delle Regioni dell'Unione Europea, e dal 2015 come Presidente della Confederazione Europea dei Piccoli Comuni. Il suo parere “La nuova dimensione dello sport” (2011) ha contribuito, tra altre iniziative, ad avviare, di concerto con la Commissione Europea, il progetto “Erasmus+ Sport”. Più recentemente, il parere d’iniziativa “Salute nelle Città: bene comune” e "Inserire lo sport nell'Agenda dell'UE post 2020", che hanno visto l’approvazione unanime dei Membri del Comitato delle Regioni riuniti in seduta plenaria, contengono proposte per l’adozione di fattivi strumenti per studiare e monitorare, a livello urbano, i determinanti della salute dei cittadini, al fine di dare vita ad una governance multilivello più efficace e migliorativa della politica regionale e di coesione europea.